# Sebastian Winkelhofer
Sebastian Winkelhofer SJ (* 18. Januar 1743 in Munzing (heute zu Fürstenzell); † 18. November 1806 in München) war ein deutscher katholischer Theologe sowie Pfarr- und Hofprediger. Sebastian Winkelhofer gehörte seit 1759 dem Jesuitenorden an.

## Leben und Werk
Nach der üblichen Ausbildung im Jesuitenorden wurde Sebastian Winkelhofer 1772 zum Priester geweiht. 1775 wurde er Prediger in der St.-Moritz-Kirche in Ingolstadt, 1789 wurde er Hofprediger in Neuburg an der Donau und ab 1794 in St. Michael in München.
Sebastian Winkelhofer galt als einer der Väter des „erbaulichen und praktischen Schriftforschens“ in der Tradition von Johann Michael Sailer. Er zählte zu dessen engerem Freundeskreis. Als Prediger hielt Sebastian Winkelhofer umfangreiche, biblisch orientierte Predigtreihen wie Die Geschichte Jesu oder Reden über die Bergpredigt. In solchen Reihen verband er katechetisch-pädagogische und homiletisch-inhaltliche Intentionen. Seine posthum veröffentlichten Ansprachen sind vor allem christozentrisch ausgerichtet und formal bildhaft, verständlich und anwendbar gestaltet. Sebastian Winkelhofer gehörte zu den Vertretern der katholischen Aufklärung in Bayern.